# 青山醫院

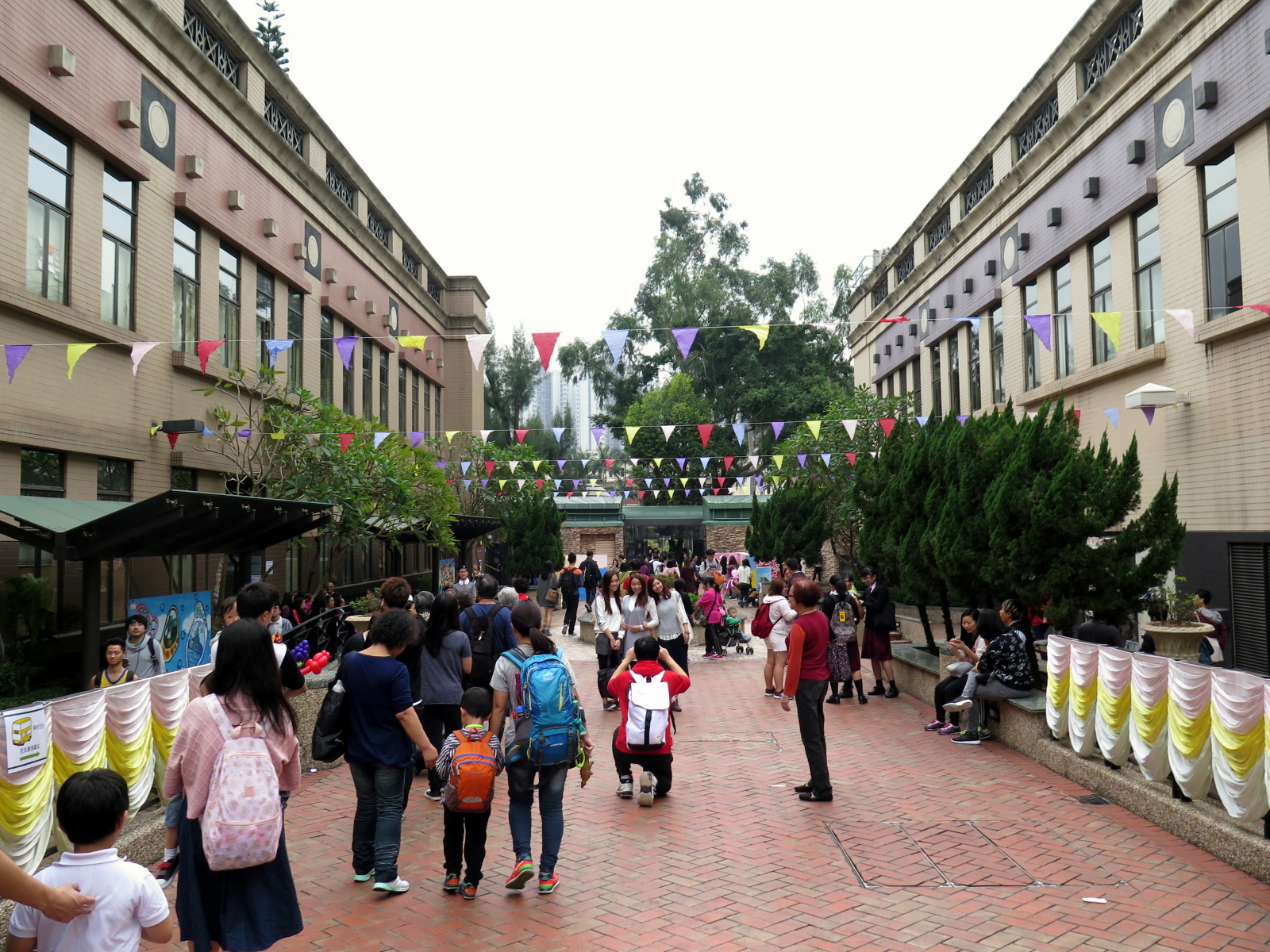
青山醫院內貌，攝於2016年開放日

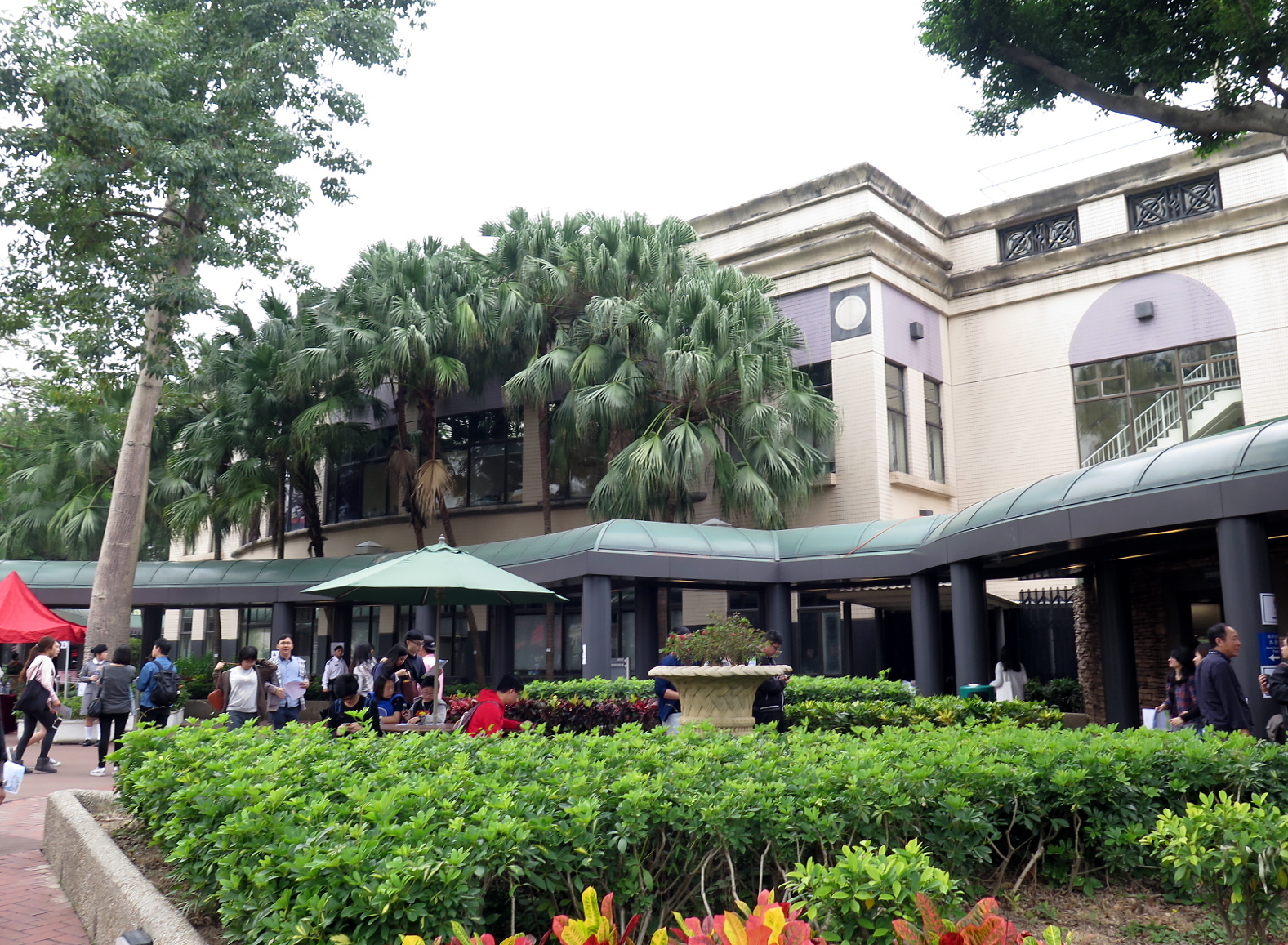
青山醫院C座

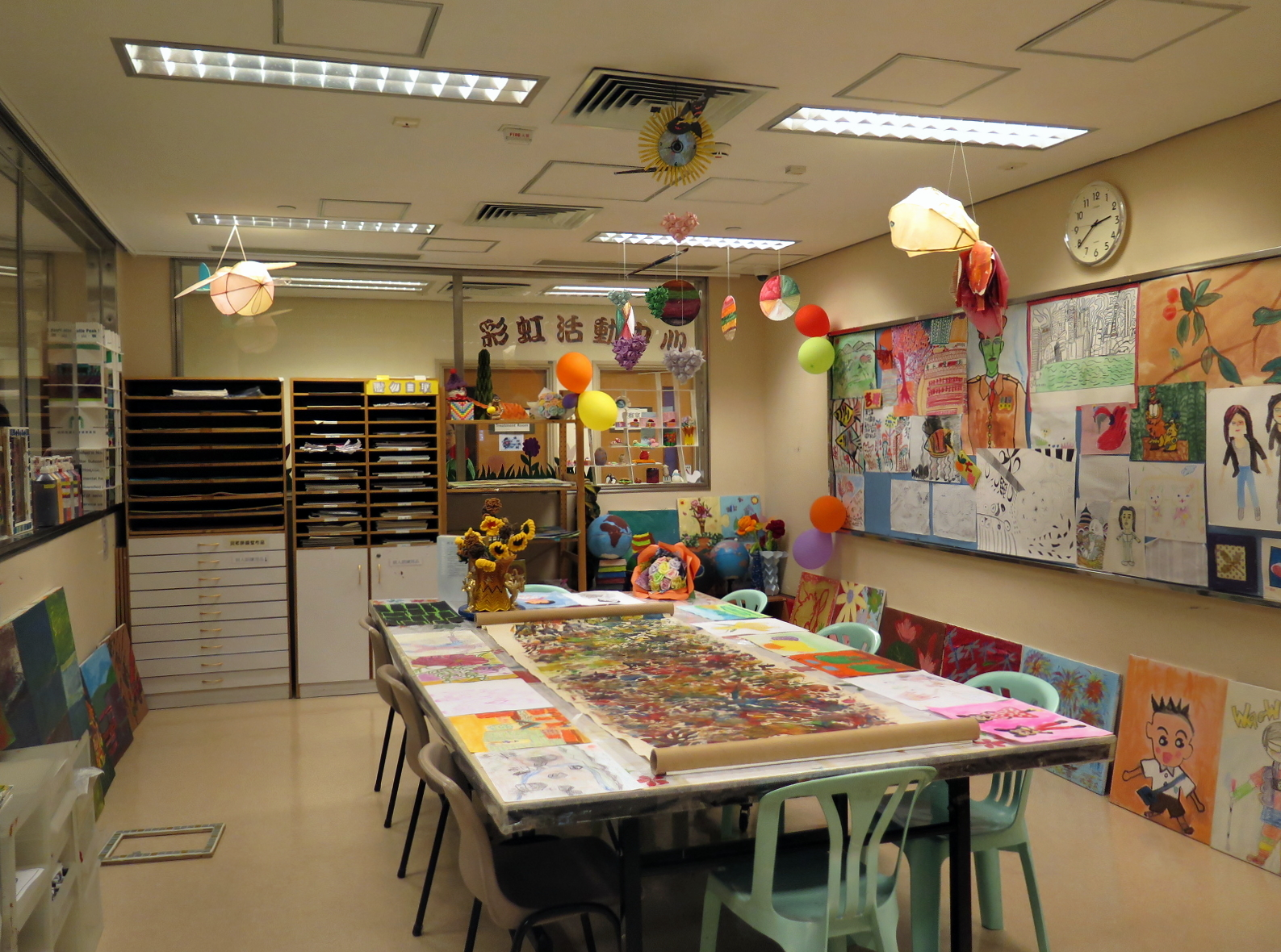
青山醫院D座4樓彩虹活動中心內的習藝坊

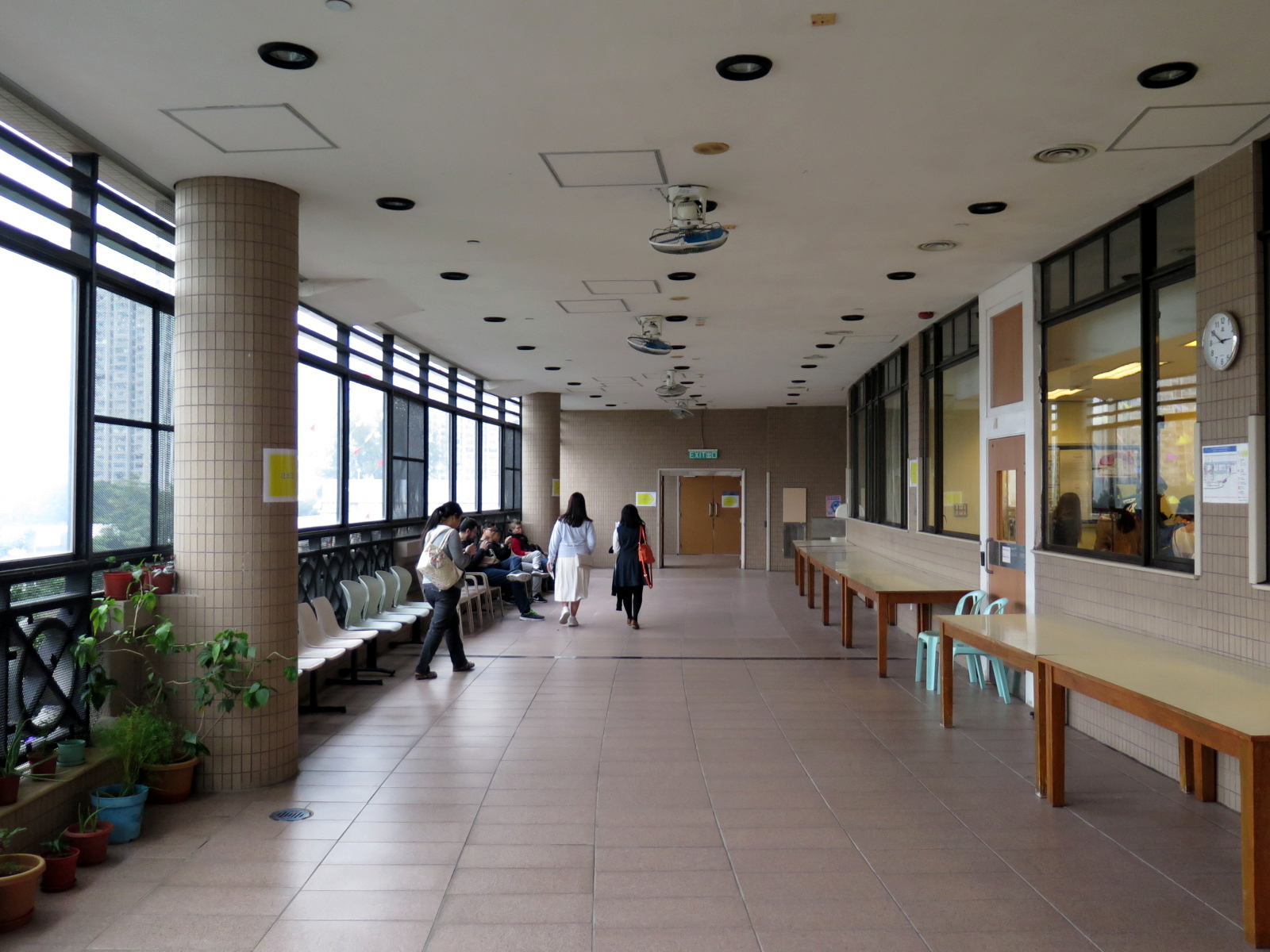
青山醫院D座陽台

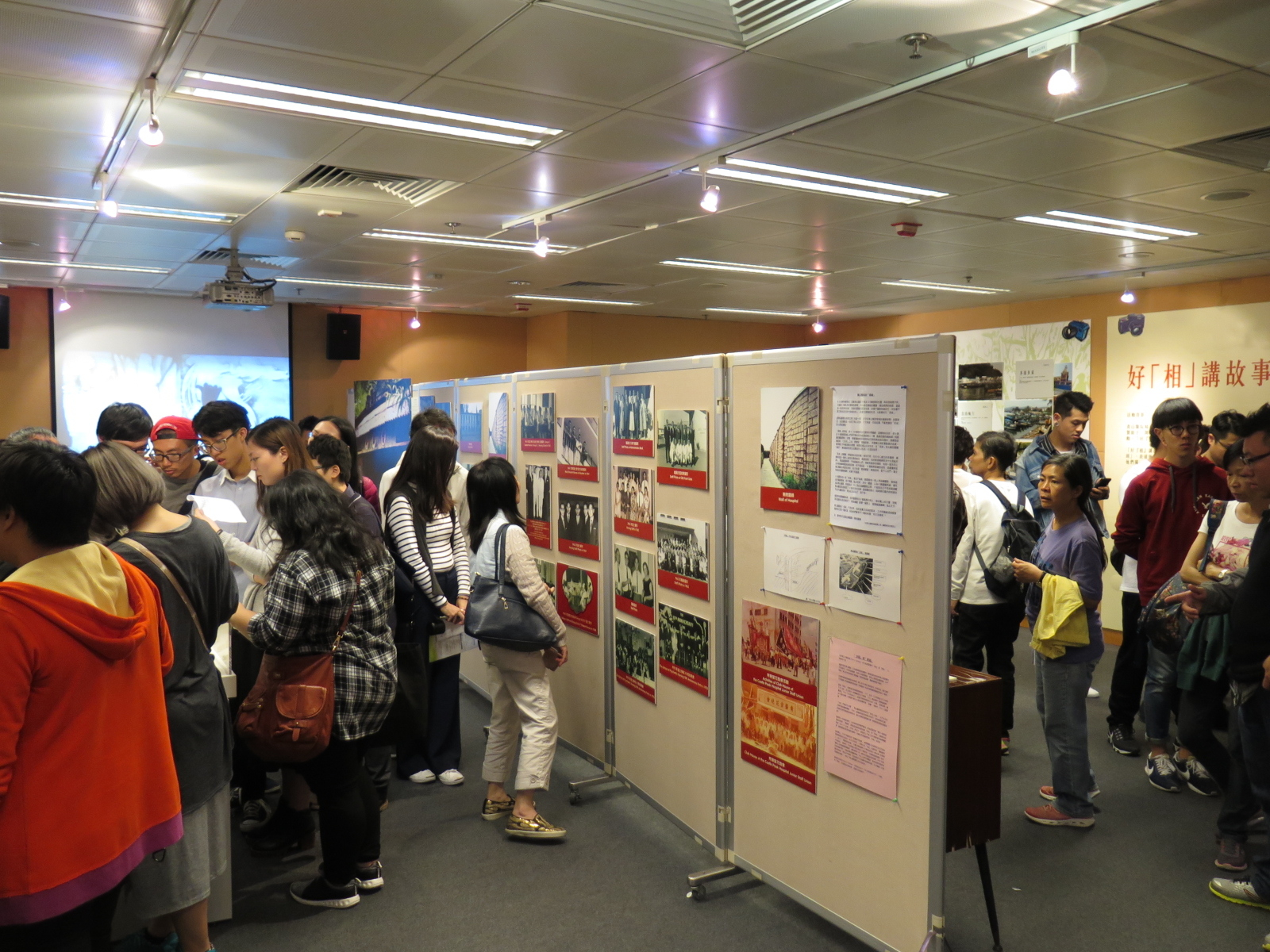
青山醫院S座2樓設歷史文物館，展出昔日醫院的舊照片、文獻及醫療用品

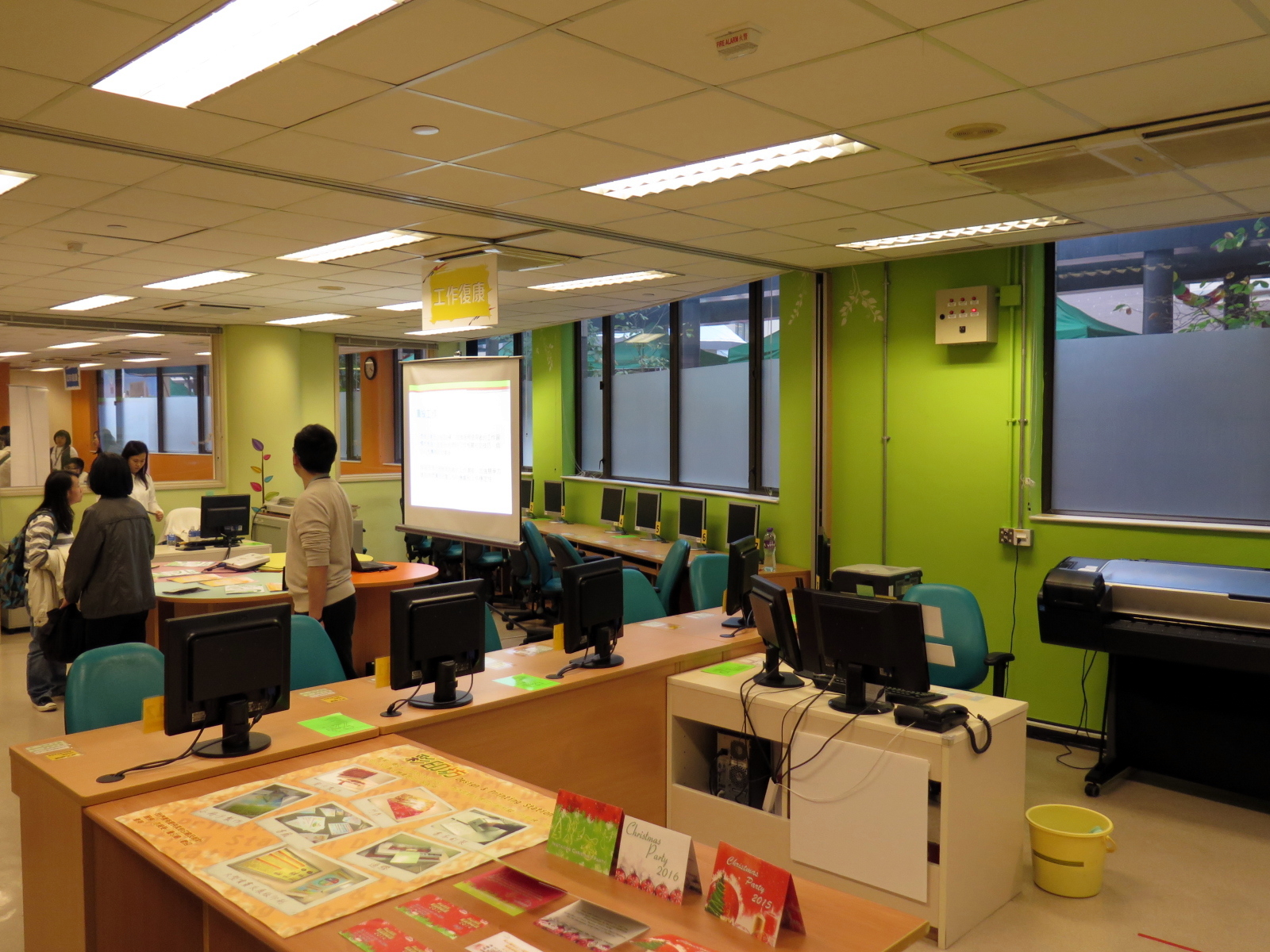
青山醫院S座職業治療部內的電腦培訓室

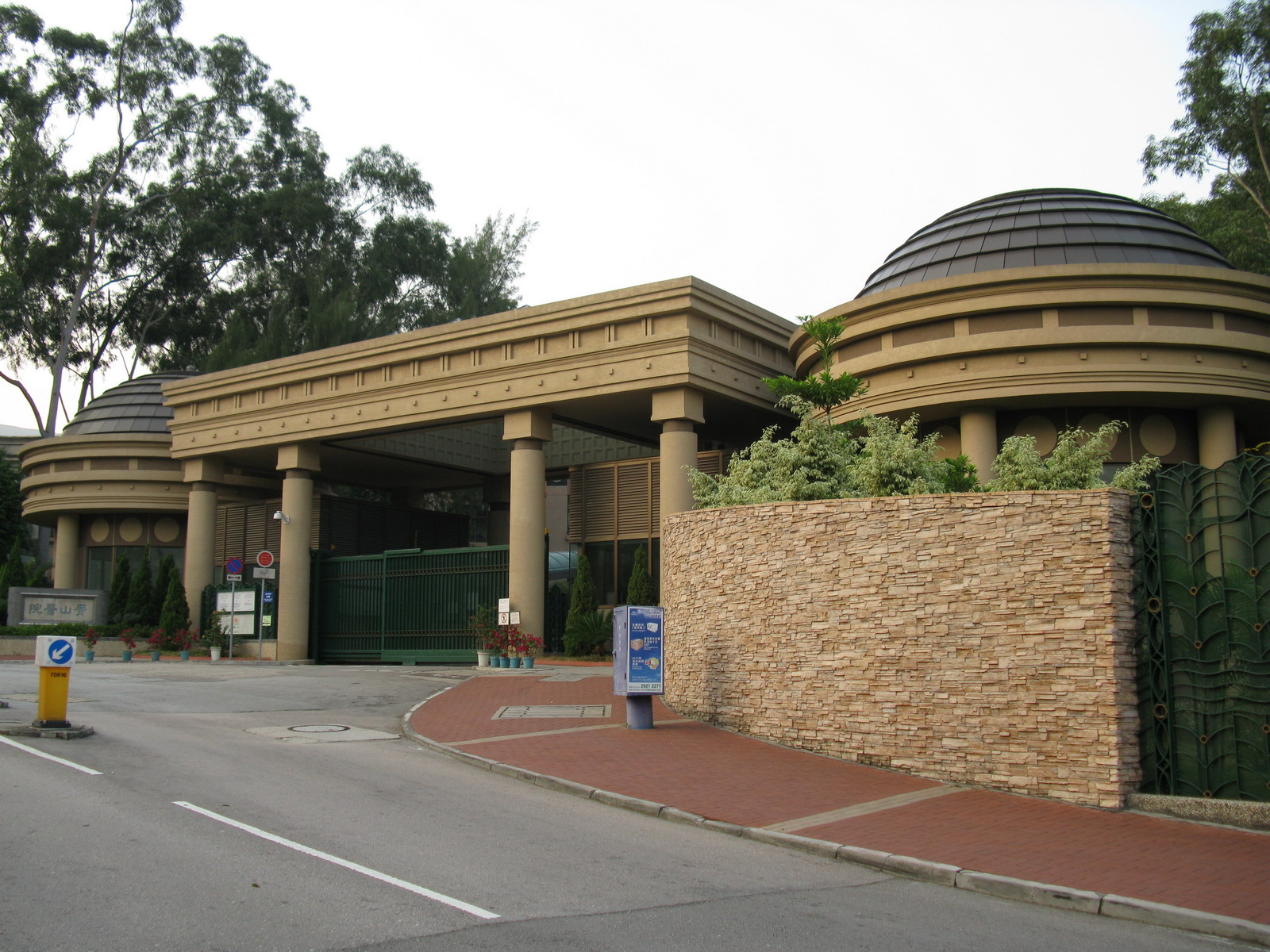
醫院入口

青山醫院（英語：Castle Peak Hospital）是香港精神科醫院，1961年3月27日開幕，涉資超過1300萬元，位於香港新界屯門區屯門青松觀路15號，毗鄰屯門醫院及菁田邨，取代19世紀建成位於西營盤的域多利精神病院。在1981年葵涌醫院成立之前，青山醫院是香港唯一的現代精神科醫院。1992年，青山醫院開始重建，重建工程於2006年11月完成，現時有1156張病床，以接收自願和非自願入院的病人。青山醫院現隸屬醫院管理局新界西醫院聯網。

## 歷史

### 建造與重建
青山醫院建於1950年代，原址是麒麟圍、新圍仔和小坑村之間的小山崗。1955年，港府刊憲宣佈在屯門興建一所精神病院，1961年3月27日落成，成為當時全港第一所現代化的精神科醫院。初期有7座建築物，提供1,100個床位，並分別設有精神病院和戒毒所兩部份。
1967年，院方增建兩座病房大樓，整體病牀數目增至1200張。及後在1979年再增至1900張，但病房的空間卻沒有增加，青山醫院變得非常擠迫，不少病人更只能睡帆布床，生活物資如衛生紙、女性衛生巾甚至漱口杯（粵語：𠺘口盅）等嚴重不足，洗手間和沐浴設施不敷應用，病人輪候洗澡需要大排長龍。醫生和護理人員人手亦不足
由於設計過時、設施不足及維修困難種種問題，重建醫院是最有效改善醫院環境、設施及服務的方法。

### 第1期重建計劃
在1992年，醫院獲得香港賽馬會慈善信託基金捐助5億元，使第1期重建計劃能夠成功展開。第1期重建計劃共分2階段。
第1階段興建的香港賽馬會喜悅樓及自強樓，提供752張病床，於1996年6月投入服務。2幢大樓共提供27,500平方米，20間病房。病房設計旨在提供良好治療環境，在色澤、設施及佈置方面模擬家居環境，促進病人康復。
而於第1期第2階段之重建計劃中，部份舊病房被拆卸用以興建門診服務大樓——賽馬會明心樓。大樓設有門診部、日間醫院、社區精神服務中心、病人資源中心及各部門辦公室，於1999年落成啟用。

### 第2期重建計劃
政府在1995年的施政報告中宣佈支持青山醫院第2期重建計劃，亦即醫院餘下的整個重建計劃。計劃共分兩個階段，耗資14億7千萬元，提供748張病床及全面改善醫院的設施及環境。
第2期第1階段重建計劃是興建一幢病房大樓及1幢行政及服務大樓，前者除病房外還設有病人康樂中心、職員培訓中心、大廚房、職員飯堂及休息室等等。
後者設施包括職業治療部、物理治療部、臨床心理學科、X光部、圖書館、電子醫學檢驗室、多用途禮堂及其他服務，已於2001年底落成。
第2階段的工程包括興建1幢病房大樓及1幢服務大樓，後者設有被服供應部、貨倉、機電工程署駐院工場、維修及保養部、職員更衣室、中央消毒室、採購及物料管理組、支援服務組及資訊科技組，亦已於2005年中落成。
最後的重建工程包括興建病人康樂及康復設施，進行綠化及美化工程。而醫院的重建工程於2006年全面完成，並在該年11月11日舉行慶祝重建工程竣工典禮和四十五周年院慶，同日亦為醫院開放日。

## 現況
青山醫院的主要服務是為精神病患者提供全面的治療，是首間醫院聘請朋輩作為支援專家。自2011年起為加強對患者個人康復服務，加入沙畫及攝影等藝術治療，希望更易解開精神病患者的心鎖。醫院內多處設置患者創作的藝術品。
現時，青山醫院是香港精神科醫學院和和英國皇家精神科醫學院認可的精神科訓練醫院。院內部份病人都有定時進行個人衛生護理，以保持整潔。

### 成人精神科
成人精神科提供住院、復康、門診、日間治療、外展及會診服務。

### 專科
青山醫院提供多項專科服務，包括有法醫精神科、兒童及青少年精神科、復康服務、精神科社康服務、智障精神科服務、老人精神科服務、日間治療服務及門診服務等。其他分科服務有思覺失調服務、兒童身心全面發展、屯門酒與藥物依賴組服務等。

### 牙科及心臟科
鄰近新生農場附近

### 腦科
院內設有腦神經治療中心

## 彩虹活動中心
彩虹活動中心（智障住院病人日間訓練中心）位於D座4樓。主要活動以為畫畫為主，亦有為部份病人提供機會學習非洲鼓、即興劇和製作馬賽克等。

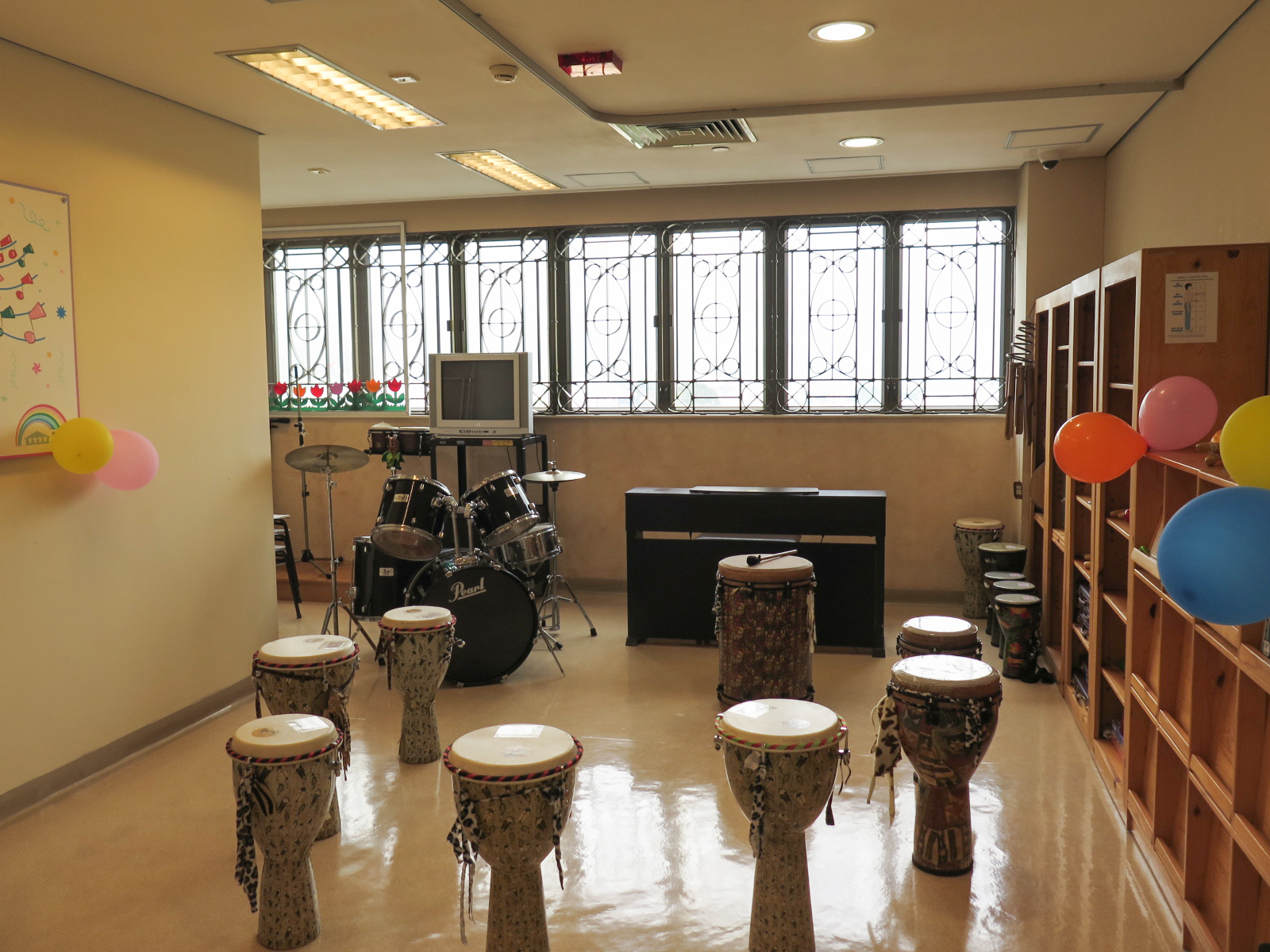
音樂室
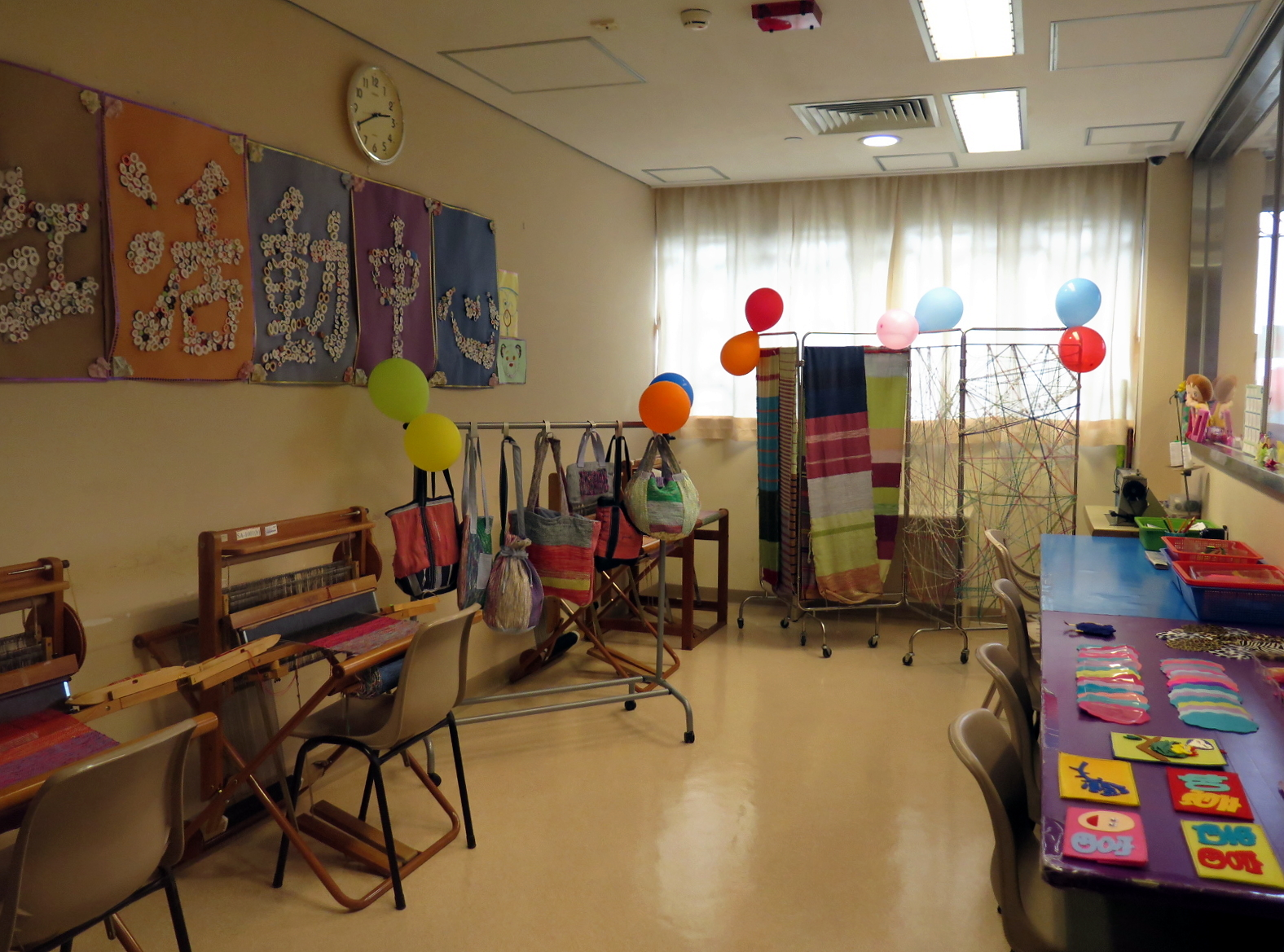
紡織室
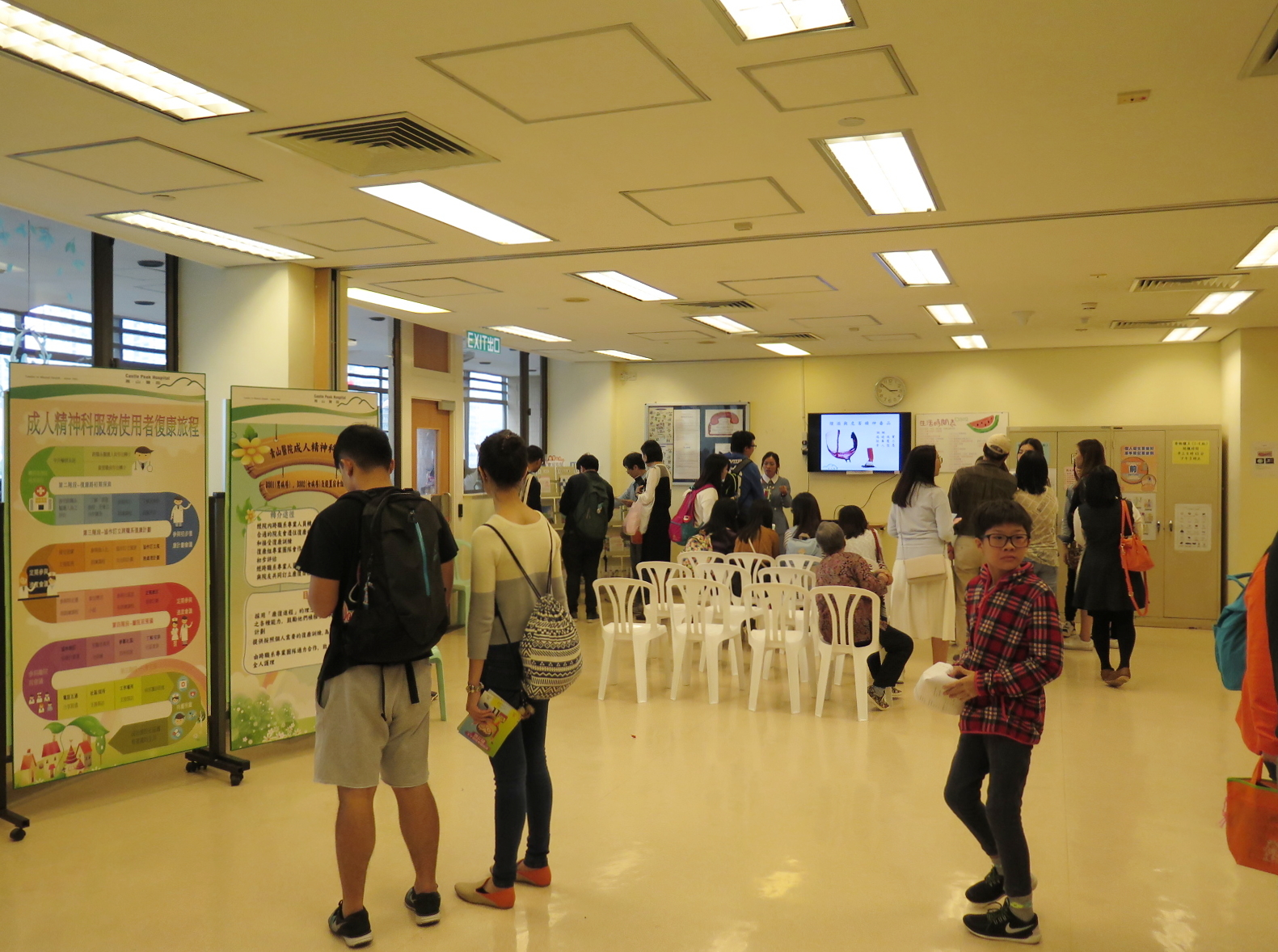
活動室
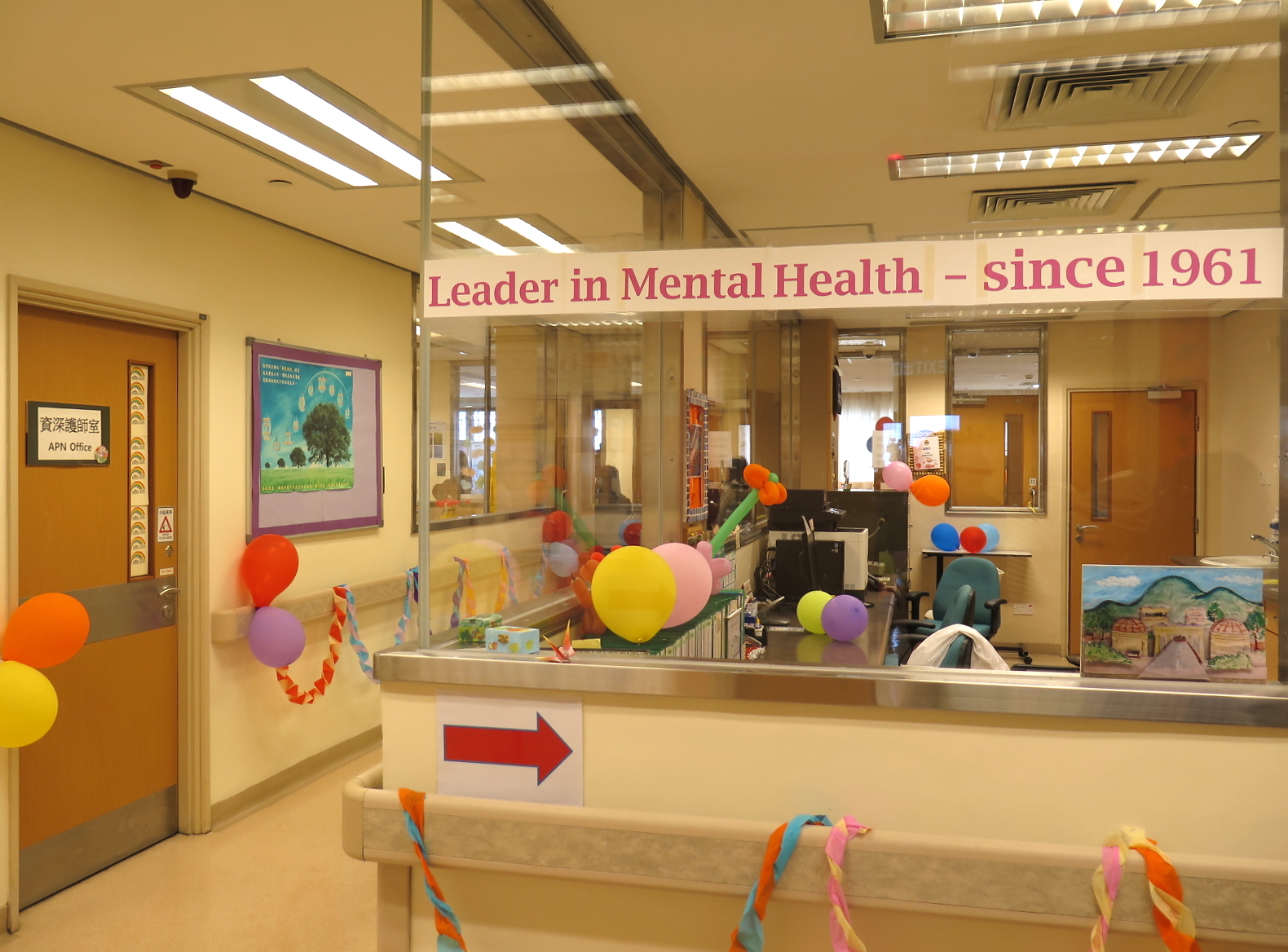
彩虹基地
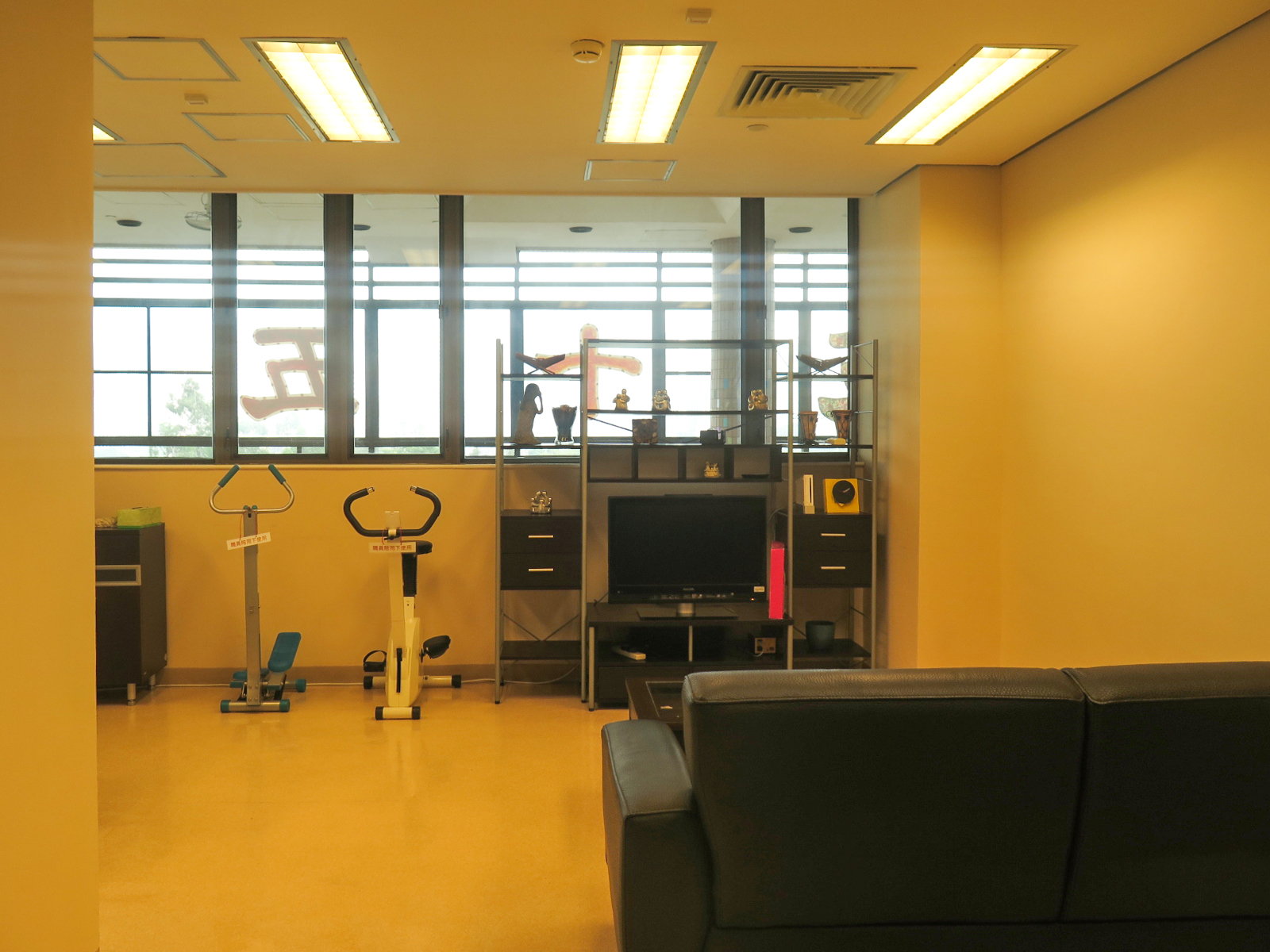
模擬家居

## 其他服務及設施
院內同時設立了精神健康學院、歷史文物館、電子醫學檢驗組、臨床心理學、職業治療部及物理治療部。位於A座地下的懷舊閣房間，擺放1960-70年代的生活用品，用作懷緬治療。而位於F座地下的職業治療部，設「美味軒」飯堂、電腦培訓室、模擬駕駛、包裝工場及賣成衣的服裝店，以協助症患者重建體能、生活和工作能力。

## 病房間格
醫院設有多個收症病房，專門收取一些精神科住院病人，其間格有一個大廳、一個露台、七間睡房（房內有8至9張病床）、一個護士工作室、兩個診症室、兩個廁所和一個浴室。睡房和走廊圴設有閉路電視。

## 開放日
青山醫院每5年會舉行一次開放日。上一次開放日為2016年12月3日，吸引高達7,000名市民及團體參觀，大多以年輕人為主。

## 文化影響
由於青山醫院是香港第一所現代精神病院，香港人常把「青山」一詞與精神病院畫上等號。「入青山」、「青山走犯」更有謾罵他人的意思，意味著一個人有精神問題。不僅香港，近如澳門、廣東，遠至廣西這些受香港文化影響的粵語地區，均喜以「青山」一詞來借代精神病院。

## 負面評論
- 2008年《太陽報》報道，青山醫院E座地下法醫精神科病房涉嫌不人道對待病人，限制病人到洗手間如廁，只在病房內提供一個膠桶供病人共用，部分病人更於病房內便溺，被病人組織批評漠視衛生和病人尊嚴。因此於2007年爆發疫症。[14]
- 2009年青山醫院被指延遲接受病人的求醫。[15]
- 2011年9月24日，青山醫院發生男醫生疑性騷擾女醫生事件。該院成人精神科部門主管與一名相貌娟好的同年7月醫科畢業女初級醫生，討論病人個案時，疑拋出淫褻說話意圖挑逗對方，對方感到受冒犯，情緒受困並曾因此哭泣。[16]該主管最終辭職。[17]
- 聾人機構龍耳創辦人邵日贊指出，曾有聾人與家人發生爭執，警員接報到場，無法與該聾人用手語溝通，被送往急症室，醫院亦沒有安排翻譯，輾轉送往青山醫院。由於該聾人無故被留院7天，更因沒法上班而遭解僱。[18]張超雄議員引述青山醫院院長指各方面敏感度不足，承認該聾人沒有精神病並對事件表示歉意。[19]該聾人就此事件向平等機會委員會作出投訴。[20]
- 2023年3月4日，Instagram 專頁「hanosecretshk」發佈網民投稿，顯示青山醫院一個病房有石屎剝落，如半個枕頭大，醫管局近4個月以來並無公布事件。其後醫管局回應傳媒查詢時確認事件在2022年11月底發生，並無病人及職員受傷，原因與喉管滲漏有關。[21]

## 鄰近醫院
- 屯門醫院
- 小欖醫院：自2012年起附設於青山醫院B座
- 天水圍醫院
- 博愛醫院

## 鄰近
- 新福路
- 青福路
- 青松觀
- 麟青街
- 青田路
- 青松徑
- 青松仙苑
- 東華三院鄺錫坤伉儷中學